# Stazione di Muro Leccese
Stazione di Muro Leccese vasútállomás Olaszországban, Puglia régióban, Muro Leccese településen.

## Vasútvonalak
Az állomást az alábbi vasútvonalak érintik:
- Maglie–Gagliano del Capo-vasútvonal

## Kapcsolódó állomások
A vasútállomáshoz az alábbi állomások vannak a legközelebb: 
- Stazione di Sanarica
- Stazione di Maglie